# Tractatus sive Speculum genealoye sancte Hedwigis
Tractatus sive Speculum genealoye sancte Hedwigis, Genealogia św. Jadwigi (pol. Traktat albo zwierciadło genealogii świętej Jadwigi) – traktat genealogiczny z 1300 r. poświęcony przodkom, potomkom i krewnym w linii bocznej świętej Jadwigi śląskiej, powstały najprawdopodobniej w kręgu franciszkańskiego konwentu św. Jakuba we Wrocławiu, dołączany często do kodeksów zawierających żywot świętej. Jedno z podstawowych źródeł do badań nad genealogią przedstawicieli dynastii Piastów w XIII w.

## Okoliczności powstania
Genealogia św. Jadwigi stanowi integralną część korpusu tekstów hagiograficznych znanych współcześnie pod zbiorczym tytułem Vita sanctae Hedwigis, stanowiącego źródło i podstawę wszystkich późniejszych utworów poświęconych tej świętej. Korpus ten, który według aktualnego stanu badań swój ostateczny kształt uzyskał około roku 1300 (choć jego główny zrąb opierać się miał na tekstach wcześniejszych, powstających już podczas starań o kanonizację księżnej), wiązany przez większość współczesnych badaczy z kręgiem franciszkańskiego klasztoru św. Jakuba we Wrocławiu pozostaje nadal podstawowym źródłem historycznym do życia i działalności św. Jadwigi.
Autor traktatu - zgodnie ze sformułowaną we wstępie zapowiedzią - w opisach powiązań rodzinnych księżnej starał się raczej wiernie trzymać informacji zaczerpniętych z wiarygodnych źródeł – "starych kodeksów" i "relacji wiedzących", woląc wyraźnie poinformować czytelników o nieposiadaniu wiadomości na jakiś temat, niż uciekać się do domysłów (brakiem źródeł uzasadnia nieopisanie przodków świętej ze strony ojca). Do źródeł traktatu badacze zaliczają m.in. utwór Genealogia Wettinensis dotyczący przodków matki świętej, a także informacje uzyskane zapewne od Henryka z Breny, uznawanego przez niektórych badaczy - ze względu na bardzo szczegółowy opis bocznej gałęzi Wettinów z hrabstwa Breny i podkreślanie jej bliskiego pokrewieństwa z Jadwigą - za inspiratora lub nawet współautora traktatu. Brak za to przekonujących dowodów na postulowaną przez niektórych badaczy zależność traktatu w kwestiach genealogicznych od przekazu śląskiej Kroniki polskiej.

## Struktura traktatu
Genealogia św. Jadwigi składa się z trzech zasadniczych, nierównych części zawierających wyliczenie:
1. agnatycznych przodków wywodzącej się z dynastii Wettinów matki świętej aż do szóstego pokolenia począwszy od najdawniejszych do najbliższych,
2. jej krewnych – przedstawicieli poszczególnych gałęzi wspomnianego rodu żyjących aż do końca XIII wieku, opisywanych z drobnymi odstępstwami kolejno według zasad primogenitury od najdawniejszych do współczesnych traktatowi,
3. należących do różnych linii dynastii Piastów potomków księżnej od jej najbliższej rodziny po współczesnych traktatowi[1][2][4].

## Treści ideologiczne
W trakcie analiz średniowiecznych tekstów hagiograficznych zwrócono uwagę na obecny w nich motyw beata stirps (tj. rodu, w obrębie którego świętość była dziedziczona). Pogląd ten według części badaczy miał mieć swoje korzenie we wczesnośredniowiecznym sposobie myślenia wiążącym cnoty i świętość ze szlachetnym pochodzeniem. Chociaż już od końca XII wieku w krajach basenu Morza Śródziemnego coraz częściej wynoszono na ołtarze osoby spoza dynastii i rodów szlacheckich, to na północ od Alp – świętymi zostawali nadal głównie przedstawiciele elit. Rozpowszechnianie się w związku z tym poglądu, że niektóre rody były szczególnie „predestynowane” do świętości ze względu na licznych świętych z nich się wywodzących, przyczyniało się do wzrostu prestiżu dynastii i nierzadko pełniło funkcję legitymizacyjną – przedstawiano je jako rody cieszące się szczególną łaską Boga (tzw. legitymizacja poprzez sakralizację). Wyraźny przykład takiego myślenia stanowi fragment wstępu do korpusu jadwiżańskiego, gdzie księżna jest opisywana przez autora jako „wyborny owoc ze szlachetnego drzewa", który swoje przymioty odziedziczył po szlachetnych przodkach, udoskonalił w świętości a następnie przekazał następnym pokoleniom.

## Znaczenie badawcze
Ze względu na swoją wyjątkową rzetelność i poprawność faktograficzną traktat jest powszechnie uważany za godny zaufania jako podstawowe źródło informacji o powiązaniach genealogicznych członków dynastii Piastów w XIII w. i został wykorzystany w tym celu m.in. w opracowaniach genealogicznych Kazimierza Jasińskiego. Bliższe spojrzenie na tekst pierwotnej Genealogii św. Jadwigi i dobór zawartych w nim informacji pozwala przypuszczać, że autor pierwotnej Genealogii św. Jadwigi wyraźnie unikał podawania niepewnych lub zmyślonych informacji, nawet jeśli mogłyby one podnieść prestiż rodu świętej. Jak dotąd traktat doczekał się szeregu badań oraz trzech kompletnych, choć przestarzałych już edycji, z których ostatnią i najpełniejszą przygotował jeszcze w XIX wieku Aleksander Semkowicz w serii Monumenta Poloniae Historica.